# Топловский Свято-Троице Параскевиевский монастырь
Топло́вский Свя́то-Тро́ице-Параске́виевский монасты́рь — женский монастырь Симферопольской епархии Русской православной церкви в окрестностях села Тополевка в Крыму. Учреждён в 1864 году, формально закрыт 29 апреля 1923 года и вновь открыт в 1993 году.
Престольный праздник монастыря — день памяти преподобномученицы Параскевы Римской (26 июля (8 августа)), а также в дни памяти игумении Параскевы (Родимцевой) (28 июня (11 июля) и 3 (16) декабря).

## Основание
В середине XIX века, после присоединения Крыма к России в 1783 году, вследствие переселения христиан из Крыма в Приазовье в 1778 году, а впоследствии мухаджирства мусульман в Османскую империю, Крым был малолюден, а многие христианские храмы (греческие православные и армянские) заброшены.
Монастырь расположен у источника, носящего имя святой Параскевы Римской. По местным преданиям, именно здесь произошла её казнь, после чего на месте казни забил источник, имеющий лечебные свойства. В данном районе Крыма задолго до устройства монастыря было распространено почитание Св. Параскевы. Развалины греческих церквей Св. Параскевы, имелись непосредственно у источника, в селе Топлу, в селе Орталан (сейчас — Земляничное), армянская церковь Св. Параскевы построенная в 1702 и заброшенная в 1778 г.
Еще до основания монастыря здесь вела отшельнический образ жизни Константина, болгарка из села Кишлав (ныне Курское), к которой присоединились несколько женщин, образовав подобие киновии. 
Земля, на которой был открыт монастырь, урочище Топлу, в конце XVIII века была пожалована императрицей Екатериной II её камердинеру, греку Захару Константиновичу Зотову. В середине XIX века землёй владели его потомки сёстры Феодора Алексеевна Зотова и Ангелина Алексеевна Ламбири (1814—1873). Ангелина выкупила землю у сестры и передала её для устройства монастыря. 
В строительстве храма и устройстве монастыря активное участие принял кизилташский игумен Парфений, убитый в 1866 году татарами-бандитами (в 2000 году причислен к лику святых). Первыми насельницами монастыря стали уже обитавшие здесь 9 женщин. Болгарка Константина была позднее пострижена в монахини под именем Параскевы.
В 1863 году на месте часовни был возведён каменный храм Параскевы, которую 26 июля того же года освятил епископ Таврический Алексий (Ржаницын).
1 августа 1864 года было получено Высочайшее соизволение на учреждение женского общежительного монастыря, который был открыт 25 сентября того же года.

## Строительство

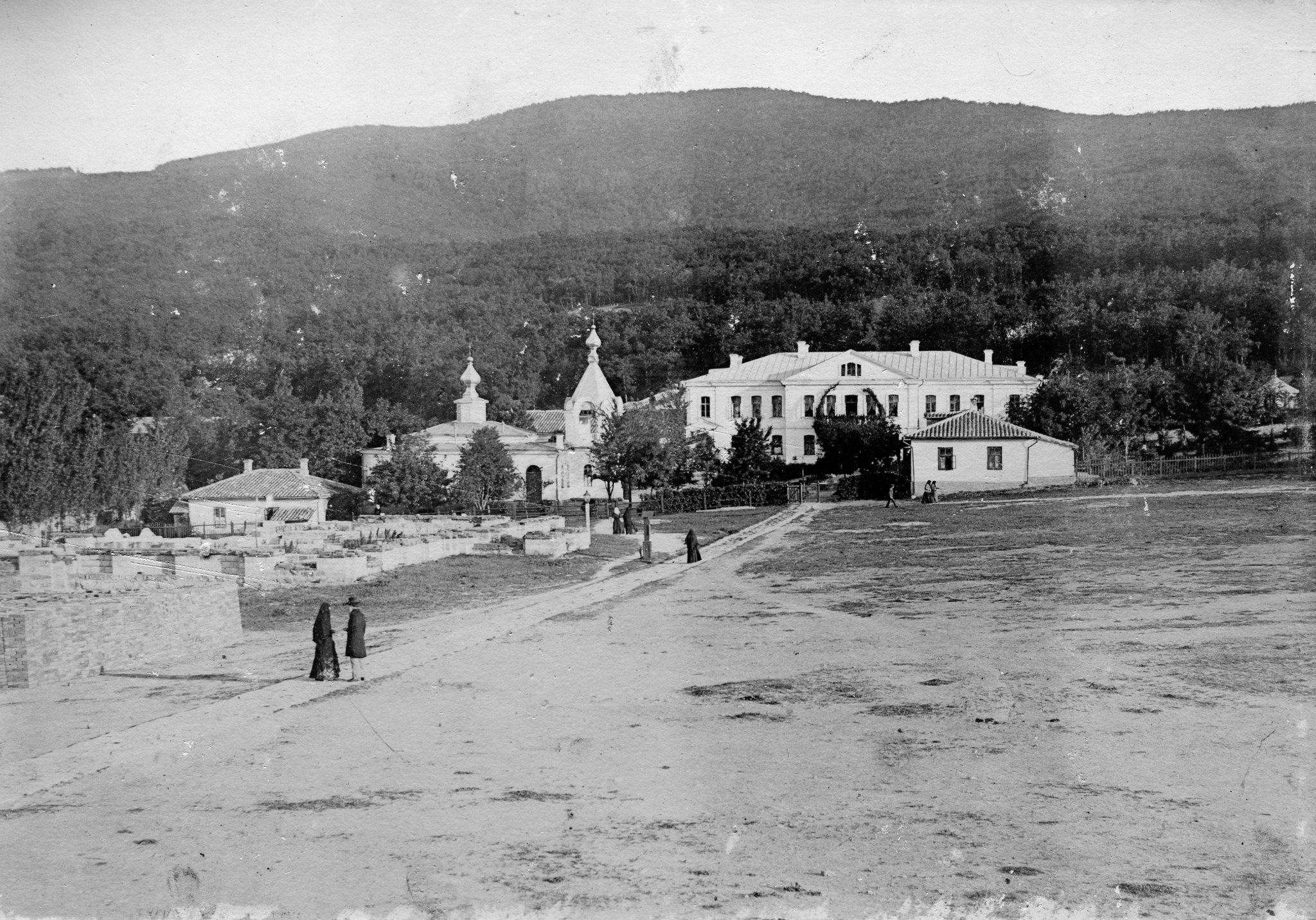
Топловский женский монастырь, 1901 год.

В последующие годы в монастыре кроме жилых и хозяйственных построек была построена больница с домовой церковью «Всех Скорбящих радосте», перестроена и расширена церковь Св. Параскевы и начато строительство большого Свято-Троицкого собора (по проекту В. А. Фельдмана). 
Монастырь имел мастерские и образцовое садовое хозяйство. Успехи монастыря во многом связаны с деятельностью его игуменьи Параскевы (Родимцевой), возглавлявшей монастырь до самой смерти и в годы его закрытия. (В 2009 году игуменья Параскева была причислена к местным почитаемым святым; её торжественную канонизацию 11 июля 2010 года в монастыре совершил митрополит Владимир (Сабодан)). 
Монастырь имел подворья в Симферополе и Феодосии, с виноградником, а также около 480 десятин земли. В 1892 году в обители находилось 150 сестер.
В январе 1919 года в районе Топловского монастыря около Карасубазара появился новая банда и, для ее ликвидации, 6-го января была послана 4-я рота [Симферопольского офицерского полка] под командой шт. кап. Турчанинова. Успешно окончив в течение нескольких дней борьбу с бандитами, 4-я рота возвратилась в Симферополь и 15-го января была отправлена в Евпаторию на смену отряда шт. кап. Орлова, который с основными силами возвратился в Симферополь.

## Закрытие

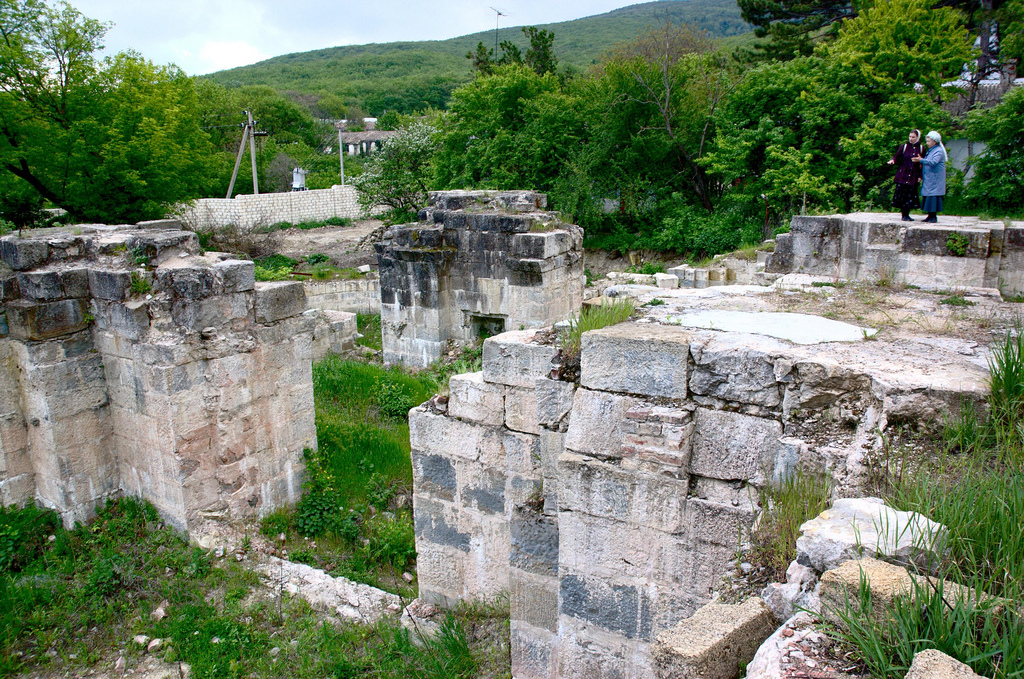
Развалины Свято-Троицкого собора, май 2008 года

После установления Советской власти в условиях гонений на церковь, конфискаций и реквизиций, в апреле 1923 года община монастыря была преобразована в трудоваю коммуну садоводов. В таком качестве монастырь существовал еще несколько лет. 
Последним ударом по монастырю было решение о ликвидации сельхозартели «Женский труд» 7 сентября 1928 года. В декабре 1928 года скончалась настоятельница. В январе 1929 года солдаты НКВД насильно выселили всех монахинь под расписку о возвращении к прежнему месту жительства. Местные жители разобрали по домам многих старых и немощных монахинь. Священники и многие монахини, руководившие хозяйственной жизнью монастыря, были арестованы и погибли в лагерях. В то же время был взорван недостроенный Свято-Троицкий собор.

## Возрождение

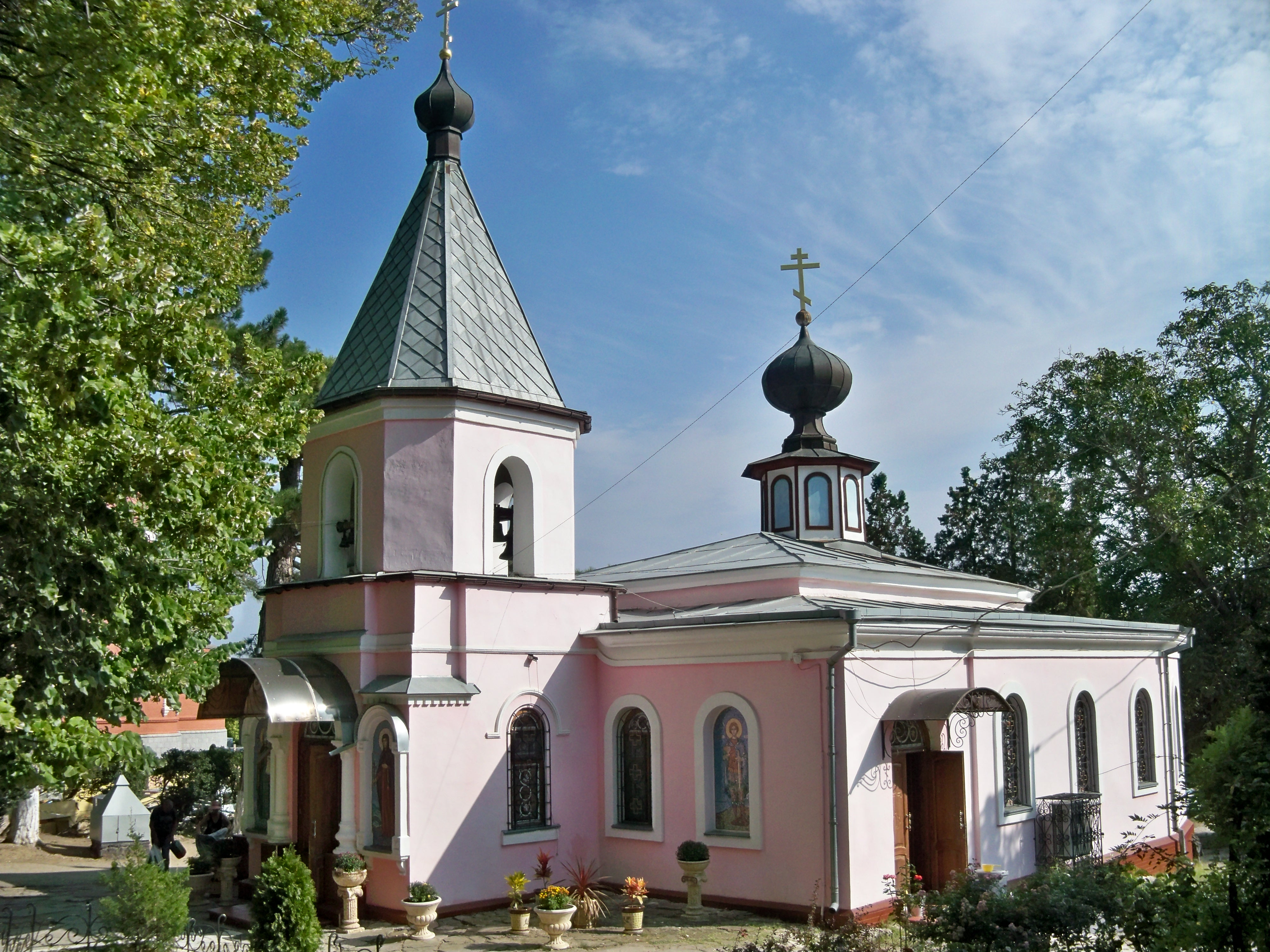
Храм святой преподобномученицы Параскевы

Возрождение монастыря началось в 1990-х годах. 8 августа 1992 года состоялось первое богослужение на центральной площади монастыря. 8 июня 1993 года зарегистрирован устав монастыря. 
20 декабря 1994 года монастырю переданы 10,76 га земли и постройки, которые в последние годы использовались пионерским лагерем. Были восстановлены церкви Св. Параскевы и «Всех Скорбящих Радосте». У родника Параскевы устроена часовня и купальня. 
Примерно в 2 км от монастыря имеется источник Св. Георгия, где также устроена часовня и купальня; оба источника посещаются множеством людей. В 5 км от монастыря находится источник Трех Святых, для удобства паломников вода от него подается на территорию монастыря по трубам. 